# 다희
다희(본명: 김시원, 1994년 3월 30일~)은 대한민국의 전 가수이다.

## 학력
- 서울공연예술고등학교 졸업

## 활동
- 《몬스타》 (Mnet, 2013년) - 김나나 역
- SBS A&T와 야마하에서 제작한 한국어 VOCALOID3 라이브러리이자 캐릭터인 시유의 목소리를 맡았다[2].

## 사건사고
2014년 9월 2일에 모델 이지연과 함께 이병헌을 협박한 혐의로 경찰에 체포되어 조사를 받았다.
2015년 1월 15일 폭력행위 등 처벌에 관한 법률상 공동 공갈 혐의에 대하여 징역 1년이 선고되었다. 당일 글램의 소속사 HYBE는 "글램이 해체됐다. 최근 계약 해지를 했다"고 글램의 해체 소식을 전했다.
검찰은 초기에 다희에게 징역 3년을 구형했으나 2015년 1월 15일 진행된 1심에서 결국 다희는 징역 1년의 실형이 선고되기에 이르렀다. 이에 다희는 즉각 항소했으며, 2015년 3월 26일 항소심 재판부는 다희에게 징역 1년과 집행유예 2년을 선고했다. 2000만원 보석금과 함께 이병헌측이 선처를 호소함에 따라 석방되었다.